# Martin Solveig

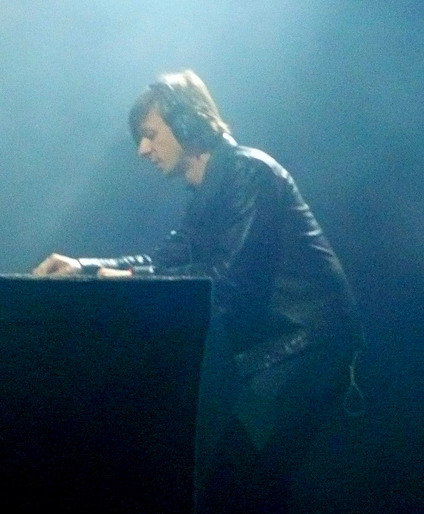
Martin Solveig la Pukkelpop 2009

Martin Laurent Picandet (n. 22 septembrie 1976, Paris, Franța), cunoscut sub numele de scenă Martin Solveig, este un DJ și producător francez de muzică electronică din Paris. El mai are și o emisiune de radio săptămânală pe stațiile internaționale numită „C'est La Vie”. Casa sa de discuri se numește „Mixture Stereophonic”.